# العلاقات التشيلية القرغيزستانية
العلاقات التشيلية القيرغيزستانية هي العلاقات الثنائية التي تجمع بين تشيلي وقيرغيزستان.

## مقارنة بين البلدين
هذه مقارنة عامة ومرجعية للدولتين:
| وجه المقارنة                                              | تشيلي                         | قيرغيزستان                      |
| --------------------------------------------------------- | ----------------------------- | ------------------------------- |
| المساحة (كم2)                                             | 756.10 ألف                    | 199.95 ألف                      |
| عدد السكان (نسمة)                                         | 17.37 مليون                   | 6.20 مليون                      |
| الكثافة السكانية (ن./كم²)                                 | 22.97                         | 31.01                           |
| العاصمة                                                   | سانتياغو                      | بيشكك                           |
| اللغة الرسمية                                             | اللغة الإسبانية               | اللغة الروسية، اللغة القيرغيزية |
| العملة                                                    | بيزو تشيلي، وحدة حساب تشيلية ‏ | سوم قيرغيزستاني                 |
| الناتج المحلي الإجمالي (بليون دولار)                      | 277.08 مليار                  | 7.56 مليار                      |
| الناتج المحلي الإجمالي (تعادل القوة الشرائية) بليون دولار | 419.39 مليار                  | 20.45 مليار                     |
| الناتج المحلي الإجمالي الاسمي للفرد دولار أمريكي          | 13.42 ألف                     | 1.10 ألف                        |
| الناتج المحلي الإجمالي للفرد دولار أمريكي                 | 22.07 ألف                     |                                 |
| مؤشر التنمية البشرية                                      | 0.832                         | 0.655                           |
| رمز المكالمات الدولي                                      | +56                           | +996                            |
| رمز الإنترنت                                              | .cl                           | .kg                             |
| المنطقة الزمنية                                           | 00، 00، 00، 00                | ت ع م+06:00                     |

## منظمات دولية مشتركة
يشترك البلدان في عضوية مجموعة من المنظمات الدولية، منها:
| علم المنظمة | اسم المنظمة                        | تاريخ انضمام تشيلي | تاريخ انضمام قيرغيزستان |
| ----------- | ---------------------------------- | ------------------ | ----------------------- |
|             | مؤسسة التنمية الدولية              | 30 ديسمبر 1960     | 24 سبتمبر 1992          |
|             | يونسكو                             | 7 يوليو 1953       | 2 يونيو 1992            |
|             | وكالة ضمان الاستثمار متعدد الأطراف | 12 أبريل 1988      | 21 سبتمبر 1993          |
|             | الأمم المتحدة                      | 24 أكتوبر 1945     | 2 مارس 1992             |
|             | الاتحاد البريدي العالمي            | ?                  | ?                       |
|             | البنك الدولي للإنشاء والتعمير      | 31 ديسمبر 1945     | 18 سبتمبر 1992          |
|             | الاتحاد الدولي للاتصالات           | 1908               | 20 يناير 1994           |
|             | منظمة حظر الأسلحة الكيميائية       | ?                  | ?                       |
|             | مؤسسة التمويل الدولية              | 15 أبريل 1957      | 11 فبراير 1993          |
|             | منظمة التجارة العالمية             | ?                  | ?                       |
|             | منظمة الشرطة الجنائية الدولية      | ?                  | ?                       |

## وصلات خارجية
- موقع وزارة الخارجية التشيلية
- موقع وزارة الخارجية القيرغيزستانية